# Paradidymobotryum oblongum
Paradidymobotryum oblongum är en svampart som beskrevs av C.J.K. Wang & B. Sutton 1984. Paradidymobotryum oblongum ingår i släktet Paradidymobotryum, divisionen sporsäcksvampar och riket svampar.   Inga underarter finns listade i Catalogue of Life.